# Säsong 7 av Teenage Mutant Ninja Turtles (1987)
Säsong 7 av Teenage Mutant Ninja Turtles (1987) är seriens sjunde säsong, och huvudsäsongen började sändas i CBS den 30 oktober 1993. 
Teknodromen är under huvudsäsongen fortfarande belägen på Norra ishavets botten tills den i sista avsnittet skickas till  Dimension X. Delsäsongen "Vacation in Europe", även känd som "Turtles in Europe", däremot utspelar sig under säsong 4, där Teknodromen befinner sig på Vulkanasteroiden i Dimension X. Dessa avsnitt producerades före fjärde säsongen och visades under 1993 i USA Cartoon Express. I Europa visades de ursprungligen i irländska RTÉ före jul 1990.
De pedagogiska inslagen i Vacation in Europe-avsnitten tillät ett friare användare av exempelvis kristna referenser. Till exempel kan Leonardo da Vincis målning Nattvarden ses i avsnittet "Artless", som utspelar sig i Italien, medan tittaren i "Ring of Fire", som utspelar sig i Portugal, kan se en romersk-katolsk katedral, komplett med kors, fastän man annars försökt undvika användandet av kors i amerikanska animerade TV-serier riktade till barn.
Under de flesta avsnitten som utspelade sig i Europa var det Hal Rayle som läste Raphaels röst i stället för Rob Paulsen, medan Jim Cummings och inte James Avery läste Shredders röst.

## Lista över avsnitt

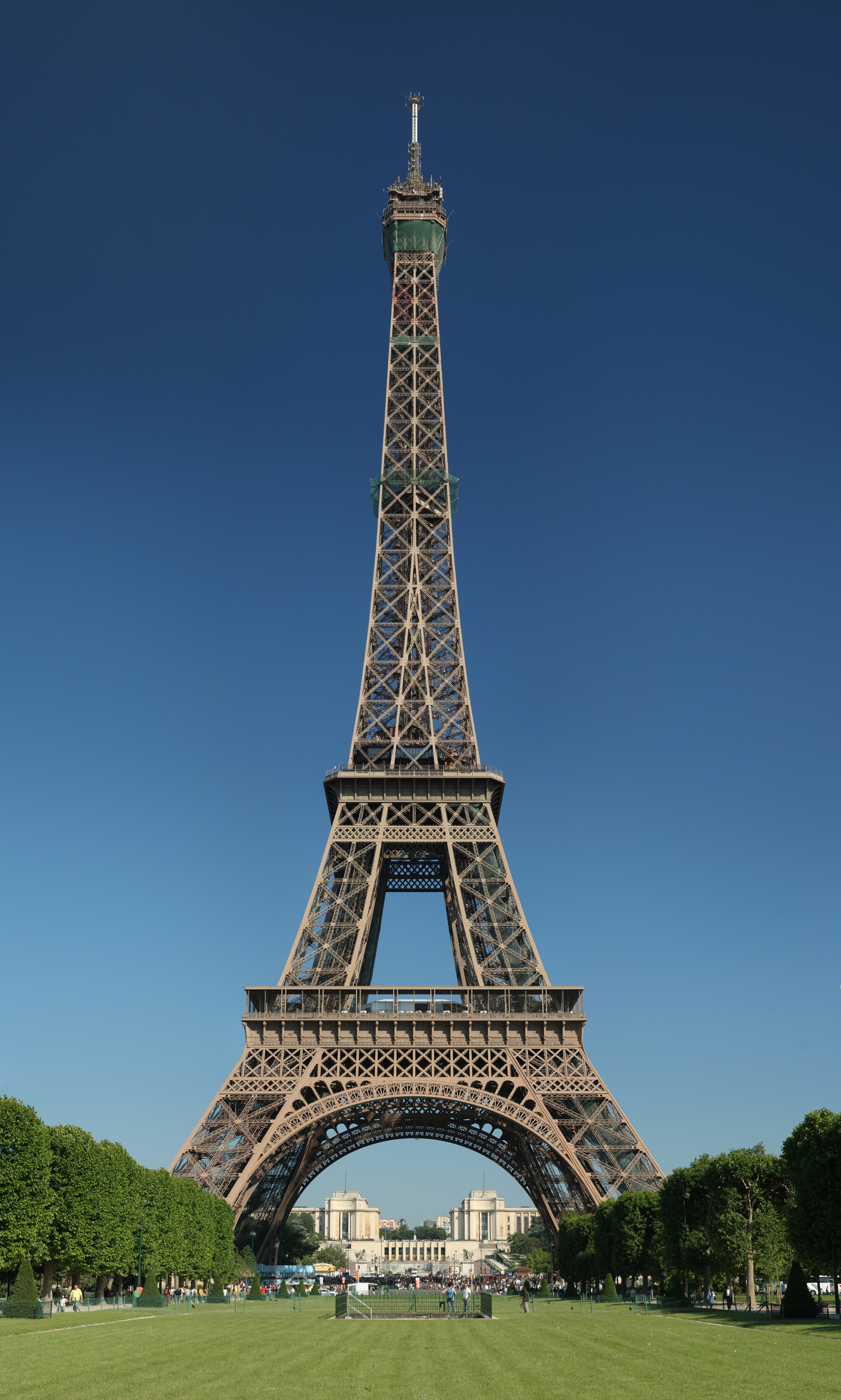
Eifeltornet är ett av många landmärken som förekommer i Europaavsnitten.

### Vacation in Europe
| Nr |  | Titel                           |  | Regissör          | Manus                         |  |  | Originalvisning          |                         | TV-kod |  |  |
| --- |  | ------------------------------- |  | ----------------- | ----------------------------- |  |  | ------------------------ | ----------------------- | ------ |  |  |
| 144 |  | "Tower of Power"                |  | Tor Clockey       | Michael Edens                 |  |  | 1990 (Republiken Irland) | 18 september 1993 (USA) | EU1    |  |  |
| När sköldpaddorna har vunnit en resa till Europa semestrar de i Paris. Krang och Shredder försöker använda Eifeltornet som magnet för att dra Teknodromen till Jorden men i stället dras Eifeltornet mot Dimension X. Titelreferens: Tower of Power |  |                                 |  |                   |                               |  |  |                          |                         |        |  |  |
| 145 |  | "Rust Never Sleeps"             |  | Bruno-Rene Huchez | Lee Schneider, Matthew Malach |  |  | 1990 (Republiken Irland) | 18 september 1993 (USA) | EU2    |  |  |
| När Krang arbetar med en raket som skall frigöra Teknodromen börjar apparaten i stället att rosta det som träffas av dess strålar. I stället börjar Shredder rosta metall på Jorden, för att tvinga invånarna att kapitulera. Sköldpaddorna måste rädda Paris, och hindra Shredder från att rosta sönder Eifeltornet. Titelreferens: Rust Never Sleeps |  |                                 |  |                   |                               |  |  |                          |                         |        |  |  |
| 146 |  | "A Real Snow Job"               |  | Bruno-Rene Huchez | Misty Taggart                 |  |  | 1990 (Republiken Irland) | 25 september 1993 (USA) | EU3    |  |  |
| Utspelar sig i Österrike, där sköldpaddorna och Splinter beger sig till Alpernas berg för att meditera. April och Irma befinner sig i en alpby där snön börjar smälta vid fel tid på året, och när hon lär sig att det beror på att Krang skickat Shredder till byn med en zoetropisk våg som skall smälta all jordens is och översvämma alla kuststäder. Bebop och Rocksteady försöker kidnappa henne men hon lämnar spår. Irmas nya pojkvän Gustav hjälper sköldpaddorna, men visar sig snart vara en robot utskickat av Shredder för att förhindra dem att hitta hans gömställe i bergen. Sköldpaddorna anländer och stoppar Shredder, just då en gigantisk glaciär håller på att smälta, och Donatello lyckas återställa ordningen. |  |                                 |  |                   |                               |  |  |                          |                         |        |  |  |
| 147 |  | "Venice on the Half-Shell"      |  | Bruno-Rene Huchez | Misty Taggart                 |  |  | 1990 (Republiken Irland) | 25 september 1993 (USA) | EU4    |  |  |
| Krang och Shredder hotar att översvämma Venedig med Krangs hydroflux. Titelreferens: Heroes in a Half-Shell |  |                                 |  |                   |                               |  |  |                          |                         |        |  |  |
| 148 |  | "Artless"                       |  | Bruno-Rene Huchez | Doug Molitor                  |  |  | 1990 (Republiken Irland) | 2 oktober 1993 (USA)    | EU5    |  |  |
| Utspelar sig i Florens och Rom, Italien då jorden får besök av varelser från främmande planet som försöker stjäla konstverk från renässansen. Snart misstas sköldpaddorna av utomjordingarna för att vara de fyra renässanskonstnärer som sköldpaddorna är namngivna efter. |  |                                 |  |                   |                               |  |  |                          |                         |        |  |  |
| 149 |  | "Ring of Fire"                  |  | Bruno-Rene Huchez | Michael Edens                 |  |  | 1990 (Republiken Irland) | 2 oktober 1993 (USA)    | EU6    |  |  |
| Sköldpaddorna besöker Lissabon i Portugal där Krang och Shredder försöker sätta upp en lins på ett katedraltorn för att fokusera Solens strålar dit, och därmed orsaka förstörelse. Titelreferens: Ring of Fire |  |                                 |  |                   |                               |  |  |                          |                         |        |  |  |
| 150 |  | "The Irish Jig is Up"           |  | Bruno-Rene Huchez | Carole Mendelsohn, John Fox   |  |  | 1990 (Republiken Irland) | 9 oktober 1993 (USA)    | EU7    |  |  |
| När sköldpaddorna besöker Dublin i Republiken Irland använder sig Krang och Shredder av en stråle för att förvandla djur till monster. |  |                                 |  |                   |                               |  |  |                          |                         |        |  |  |
| 151 |  | "Shredder's New Sword"          |  | Bruno-Rene Huchez | Francis Moss, Ted Pedersen    |  |  | 1990 (Republiken Irland) | 9 oktober 1993 (USA)    | EU8    |  |  |
| Utspelar sig i London, England, Storbritannien där Shredder lyckas komma åt Excalibur. Titelreferens: The Emperor's New Clothes |  |                                 |  |                   |                               |  |  |                          |                         |        |  |  |
| 152 |  | "The Lost Queen of Atlantis"    |  | Bruno-Rene Huchez | Michael Edens                 |  |  | 1990 (Republiken Irland) | 16 oktober 1993 (USA)   | EU9    |  |  |
| Utspelar sig i Grekland där April kommer åt en mystisk amulet, som får henne att tro att hon är Atlantis drottning, vilket även en sekt tror att April är. Snart reser sig staden återigen från vattnet. |  |                                 |  |                   |                               |  |  |                          |                         |        |  |  |
| 153 |  | "Turtles on the Orient Express" |  | Bruno-Rene Huchez | Doug Molitor                  |  |  | 1990 (Republiken Irland) | 16 oktober 1993 (USA)   | EU10   |  |  |
| När sköldpaddorna reser med Orientexpressen från Paris till Istanbul lyckas de förhindra att Shredder förstör oljefälten vid Bosporen, vilket han tillsammans med Rocksteady och Bebop ämnar göra genom att accelerera tåget så det spårar ur där. Titelreferens: Murder on the Orient Express |  |                                 |  |                   |                               |  |  |                          |                         |        |  |  |
| 154 |  | "April Gets in Dutch"           |  | Bruno-Rene Huchez | Misty Taggart                 |  |  | 1990 (Republiken Irland) | 23 oktober 1993 (USA)   | EU11   |  |  |
| Sköldpaddorna, April och Irma besöker Amsterdam, Nederländerna där drottningdiamanten ställs ut. Krang och Shredder vill också ha den, eftersom den kan användas som en "laserdimensionssåg" för att få igång Teknodromen. Även en diamanttjuv, Spats Sparkle, och hans kompanjon försöker komma åt diamanten, och sälja den för att skaffa pengar, och sedan lägga dit en falsk kopia. Striden utspelar sig i en ostförpackningsfabrik, och en gammal övergiven väderkvarn. Donatello lyckas dock vända polariteten, så att i stället för att dra Teknodromen "hit" drar den väderkvarnen "dit". Titelreferens: Alice Gets in Dutch |  |                                 |  |                   |                               |  |  |                          |                         |        |  |  |
| 155 |  | "Northern Lights Out"           |  | Bruno-Rene Huchez | Francis Moss, Ted Pedersen    |  |  | 1990 (Republiken Irland) | 23 oktober 1993 (USA)   | EU12   |  |  |
| Avsnittet kretsar kring sköldpaddornas försöka att hindra Erik Rödöga, ledaren för en grupp moderna vikingar, att översvämma jordens kuststäder genom att smälta polarisarna med hjälp av underjordiska vulkaner. Innan avsnittet är slut har Erik Rödöga hunnit ta April O'Neil tillfånga och stjäla professor Swensons karta över underjordiska vulkaner i Skandinavien, medan sköldpaddorna har hunnit kämpa mot Erik Rödögas torshammare och hans mekaniska havsorm "Midgårdsormen". |  |                                 |  |                   |                               |  |  |                          |                         |        |  |  |
| 156 |  | "Elementary, My Dear Turtle"    |  | Bruno-Rene Huchez | Dennis O'Flaherty             |  |  | 1990 (Republiken Irland) | 30 oktober 1993 (USA)   | EU13   |  |  |
| Utspelar sig i London, England, Storbritannien. Sköldpaddorna transporteras genom en olyckshändelse med ett atomur 100 år bakåt i tiden, till 1890, och slår sig samman med Sherlock Holmes för att slåss mot Professor Moriarty som försöker förändra framtiden till en där han härskar. Titelreferens: Elementary, My Dear Watson |  |                                 |  |                   |                               |  |  |                          |                         |        |  |  |

### Huvudsäsongen
| Nr |  | Titel                                      |  | Regissör  | Manus                  |  |  | Originalvisning  |  | TV-kod |  |  |
| --- |  | ------------------------------------------ |  | --------- | ---------------------- |  |  | ---------------- |  | ------ |  |  |
| 157 |  | "Night of the Dark Turtle"                 |  | Bill Wolf | Bill Hutten, Tony Love |  |  | 30 oktober 1993  |  |        |  |  |
| Donatello skadas i en strid mot Shredder, och hans personlighet förändras. Han ger sig av för att leta upp och förgöra Shredder. Samtidigt invaderas Jorden av de utomjordiska triceratonerna. |  |                                            |  |           |                        |  |  |                  |  |        |  |  |
| 158 |  | "The Starchild"                            |  | Bill Wolf | Bill Hutten, Tony Love |  |  | 6 november 1993  |  |        |  |  |
| Utomjordingen Quirx, som jagas av intergalaktiska trupper ledda av Drako, kraschlandar på Jorden. |  |                                            |  |           |                        |  |  |                  |  |        |  |  |
| 159 |  | "The Legend of Koji"                       |  | Bill Wolf | Bill Hutten, Tony Love |  |  | 6 november 1993  |  |        |  |  |
| Shredder använder en tidsmaskin för att resa tillbaka i tiden till det feodala Japan år 1583, och besegra Fotklanens grundare och Splinters förfader Hamato Koji, och förändra historien. |  |                                            |  |           |                        |  |  |                  |  |        |  |  |
| 160 |  | "Convicts from Dimension X"                |  | Bill Wolf | Bill Hutten, Tony Love |  |  | 13 november 1993 |  |        |  |  |
| När Donatellos interdimensionella varningssystem krånglar öppnas ett hål i tid och rum, genom vilket de utomjordiska brottslingarna Skaarg och Dementor anländer till Times Square, där Irma och Vernon befinner sig och samtidigt sugs in i Dimension X. Noterbart: Första Dimension X-baserade avsnittet utan Krang och Shredder.           |  |                                            |  |           |                        |  |  |                  |  |        |  |  |
| 161 |  | "White Belt, Black Heart"                  |  | Bill Wolf | Bill Hutten, Tony Love |  |  | 13 november 1993 |  |        |  |  |
| Medan Splinters sensei Mogo-san besöker New York terroriseras staden av en kriminell ninja liga, "Black Heart" –ligan, som leds av Mogo-sans barnbarn Yoku. Sköldpaddorna och Splinter måste stoppa Black Heart-ligan och Shredder från att komma åt hemliga kartor över platser för kärnvapenprover. Titelreferens: White Hunter Black Heart |  |                                            |  |           |                        |  |  |                  |  |        |  |  |
| 162 |  | "Night of the Rogues"                      |  | Bill Wolf | Bill Hutten, Tony Love |  |  | 20 november 1993 |  |        |  |  |
| Shredder rekryterar Leatherhead, Tempestra, Scumbug, Chrome Dome, Antrax, Råttkungen och Slash för att göra sig av med sköldpaddorna en gång för alla. |  |                                            |  |           |                        |  |  |                  |  |        |  |  |
| 163 |  | "Attack of the Neutrinos"                  |  | Bill Wolf | Bill Hutten, Tony Love |  |  | 20 november 1993 |  |        |  |  |
| Krangs nya uppfinning gör neutrinerna till aggressiva hårdingar. |  |                                            |  |           |                        |  |  |                  |  |        |  |  |
| 164 |  | "Escape from the Planet of the Turtleoids" |  | Bill Wolf | Bill Hutten, Tony Love |  |  | 27 november 1993 |  |        |  |  |
| Kerma från Shell-Ri-La kommer till Jorden igen, och ber om sköldpaddornas hjälp efter problem med Shell-Ri-Las försvarsrobotar. |  |                                            |  |           |                        |  |  |                  |  |        |  |  |
| 165 |  | "Revenge of the Fly"                       |  | Bill Wolf | Bill Hutten, Tony Love |  |  | 27 november 1993 |  |        |  |  |
| Baxter Stockman återvänder till Jorden, tillsammans med sin utomjordiska AI-dator, och kommer åt Shredders retromtuagen. Snart börjar han förvandla alla människor i New York City till mutantinsekter. |  |                                            |  |           |                        |  |  |                  |  |        |  |  |
| 166 |  | "Atlantis Awakes"                          |  | Bill Wolf | Bill Hutten, Tony Love |  |  | 4 december 1993  |  |        |  |  |
| Sköldpaddorna upptäcker en undervattensstad ledd av Merdude. Snart anfalls Merdudes rike av Krang och Shredder, som letar efter en kristall som kan generera energi och återuppladda Teknodromen. Titelreferens: Atlantis Attacks |  |                                            |  |           |                        |  |  |                  |  |        |  |  |
| 167 |  | "Dirk Savage: Mutant Hunter"               |  | Bill Wolf | Bill Hutten, Tony Love |  |  | 4 december 1993  |  |        |  |  |
| Professionella mutantjägaren Dirk Savage jagar mutanter. |  |                                            |  |           |                        |  |  |                  |  |        |  |  |
| 168 |  | "Invasion of the Krangezoids"              |  | Bill Wolf | Bill Hutten, Tony Love |  |  | 11 december 1993 |  |        |  |  |
| Krang skapar sex kloner av sig själv. När klonerna kommer bortom all kontroll, måste sköldpaddorna rädda staden. |  |                                            |  |           |                        |  |  |                  |  |        |  |  |
| 169 |  | "Combat Land"                              |  | Bill Wolf | Bill Hutten, Tony Love |  |  | 11 december 1993 |  |        |  |  |
| Horatio Stressbar öppnar en ny temapark, "Combat Land", där deltagarna kan testa sin styrka mot olika robotar. Snart visar det sig att Horatio Stressbar tänker förstöra avloppen, och sedan låta hans firma reparera dem mot stadens betalning.                                                                                              |  |                                            |  |           |                        |  |  |                  |  |        |  |  |
| 170 |  | "Shredder Triumphant"                      |  | Bill Wolf | Bill Hutten, Tony Love |  |  | 18 december 1993 |  |        |  |  |
| Shredder skickar sköldpaddorna till Dimension X, där de hamnar på gruvplaneten Serot. Samtidigt försöker Shredder och Krang erövra Jorden. |  |                                            |  |           |                        |  |  |                  |  |        |  |  |

### Fotnoter
1. ↑  Mark Pellegrini (27 november 2015). ”Teenage Mutant Ninja Turtles (1987) Season 7, Part 3 Review” (på engelska). Adventures in Poor Taste. Arkiverad från originalet den 12 december 2015. https://web.archive.org/web/20151212110750/http://www.adventuresinpoortaste.com/2015/11/27/teenage-mutant-ninja-turtles-1987-season-7-part-3-review/. Läst 10 december 2015.
2. 1 2  Mark Pellegrini (21 augusti 2015). ”Teenage Mutant Ninja Turtles (1987) Season 7, Part 1 Review” (på engelska). Adventures in Poor Taste. Arkiverad från originalet den 22 december 2015. https://web.archive.org/web/20151222234557/http://www.adventuresinpoortaste.com/2015/08/21/teenage-mutant-ninja-turtles-1987-season-7-part-1-review/. Läst 10 december 2015.
3. ↑  http://www.tv.com/shows/teenage-mutant-ninja-turtles-season-7/episodes/
4. ↑  "Master Splinter" (6 mars 2012). ”1993 Original Fred Wolf Series – Episode 144 (Tower of Power)” (på engelska). Mutant Ooze. http://mutantooze.org/wiki/1993-original-fred-wolf-series-episode-144-tower-of-power/. Läst 14 december 2015.
5. ↑  "Master Splinter" (6 mars 2012). ”1993 Original Fred Wolf Series – Episode 145 (Rust Never Sleeps)” (på engelska). Mutant Ooze. http://mutantooze.org/wiki/1993-original-fred-wolf-series-episode-145-rust-never-sleeps/. Läst 14 december 2015.
6. ↑  "Master Splinter" (6 mars 2012). ”1993 Original Fred Wolf Series – Episode 146 (A Real Snow Job)” (på engelska). Mutant Ooze. http://mutantooze.org/wiki/1993-original-fred-wolf-series-episode-146-snow-job/. Läst 14 december 2015.
7. ↑  "Master Splinter" (6 mars 2012). ”1993 Original Fred Wolf Series – Episode 147 (Venice on the Half-Shell)” (på engelska). Mutant Ooze. http://mutantooze.org/wiki/1993-original-fred-wolf-series-episode-147-venice-on-the-half-shell/. Läst 14 december 2015.
8. ↑  "Master Splinter" (6 mars 2012). ”1993 Original Fred Wolf Series – Episode 148 (Artless)” (på engelska). Mutant Ooze. http://mutantooze.org/wiki/1993-original-fred-wolf-series-episode-148-artless/. Läst 14 december 2015.
9. ↑  "Master Splinter" (6 mars 2012). ”1993 Original Fred Wolf Series – Episode 149 (Ring of Fire)” (på engelska). Mutant Ooze. http://mutantooze.org/wiki/1993-original-fred-wolf-series-episode-149-ring-of-fire/. Läst 14 december 2015.
10. ↑  "Master Splinter" (6 mars 2012). ”1993 Original Fred Wolf Series – Episode 150 (The Irish Jig is Up)” (på engelska). Mutant Ooze. http://mutantooze.org/wiki/1993-original-fred-wolf-series-episode-150-the-irish-jig-is-up/. Läst 14 december 2015.
11. ↑  "Master Splinter" (6 mars 2012). ”1993 Original Fred Wolf Series – Episode 151 (Shredder's New Sword)” (på engelska). Mutant Ooze. http://mutantooze.org/wiki/1993-original-fred-wolf-series-episode-151-shredders-new-sword/. Läst 14 december 2015.
12. ↑  "Master Splinter" (6 mars 2012). ”1993 Original Fred Wolf Series – Episode 152 (The Lost Queen of Atlantis)” (på engelska). Mutant Ooze. http://mutantooze.org/wiki/1993-original-fred-wolf-series-episode-152-the-lost-queen-of-atlantis/. Läst 14 december 2015.
13. ↑  "Master Splinter" (6 mars 2012). ”1993 Original Fred Wolf Series – Episode 153 (Turtles on the Orient Express)” (på engelska). Mutant Ooze. http://mutantooze.org/wiki/1993-original-fred-wolf-series-episode-153-turtles-on-the-orient-express/. Läst 14 december 2015.
14. ↑  "Master Splinter" (6 mars 2012). ”1993 Original Fred Wolf Series – Episode 154 (April Gets in Dutch)” (på engelska). Mutant Ooze. http://mutantooze.org/wiki/1993-original-fred-wolf-series-episode-154-april-gets-in-dutch/. Läst 14 december 2015.
15. ↑  "Master Splinter" (6 mars 2012). ”1993 Original Fred Wolf Series – Episode 155 (Northern Lights Out)” (på engelska). Mutant Ooze. http://mutantooze.org/wiki/1993-original-fred-wolf-series-episode-155-northern-lights-out/. Läst 14 december 2015.
16. ↑  "Master Splinter" (6 mars 2012). ”1993 Original Fred Wolf Series – Episode 156 (Elementary, My Dear Turtle)” (på engelska). Mutant Ooze. http://mutantooze.org/wiki/1993-original-fred-wolf-series-episode-156-elementary-my-dear-turtles/. Läst 14 december 2015.
17. ↑  "Master Splinter" (6 mars 2012). ”1993 Original Fred Wolf Series – Episode 157 (Night of the Dark Turtle)” (på engelska). Mutant Ooze. http://mutantooze.org/wiki/1993-original-fred-wolf-series-episode-157-night-of-the-dark-turtle/. Läst 14 december 2015.
18. ↑  "Master Splinter" (6 mars 2012). ”1993 Original Fred Wolf Series – Episode 158 (The Starchild)” (på engelska). Mutant Ooze. http://mutantooze.org/wiki/1993-original-fred-wolf-series-episode-158-the-starchild/. Läst 14 december 2015.
19. ↑  "Master Splinter" (6 mars 2012). ”1993 Original Fred Wolf Series – Episode 159 (The Legend of Koji)” (på engelska). Mutant Ooze. http://mutantooze.org/wiki/1993-original-fred-wolf-series-episode-159-the-legend-of-koji/. Läst 14 december 2015.
20. ↑  "Master Splinter" (6 mars 2012). ”1993 Original Fred Wolf Series – Episode 160 (Convicts from Dimension X)” (på engelska). Mutant Ooze. http://mutantooze.org/wiki/1993-original-fred-wolf-series-episode-160-convicts-from-dimension-x/. Läst 14 december 2015.
21. ↑  "Master Splinter" (6 mars 2012). ”1993 Original Fred Wolf Series – Episode 161 (White Belt, Black Heart)” (på engelska). Mutant Ooze. http://mutantooze.org/wiki/1993-original-fred-wolf-series-episode-161-white-belt-black-heart/. Läst 14 december 2015.
22. ↑  "Master Splinter" (6 mars 2012). ”1993 Original Fred Wolf Series – Episode 162 (Night of the Rogues)” (på engelska). Mutant Ooze. http://mutantooze.org/wiki/1993-original-fred-wolf-series-episode-162-night-of-the-rogues/. Läst 14 december 2015.
23. ↑  "Master Splinter" (6 mars 2012). ”1993 Original Fred Wolf Series – Episode 163 (Attack of the Nuetrinos)” (på engelska). Mutant Ooze. http://mutantooze.org/wiki/1993-original-fred-wolf-series-episode-163-attack-of-the-neutrinos/. Läst 14 december 2015.
24. ↑  "Master Splinter" (6 mars 2012). ”1993 Original Fred Wolf Series – Episode 164 (Escape from the Planet of the Turtleoids)” (på engelska). Mutant Ooze. http://mutantooze.org/wiki/1993-original-fred-wolf-series-episode-164-escape-from-planet-of-the-turtleoids/. Läst 14 december 2015.
25. ↑  "Master Splinter" (6 mars 2012). ”1993 Original Fred Wolf Series – Episode 165 (Revenge of the Fly)” (på engelska). Mutant Ooze. http://mutantooze.org/wiki/1993-original-fred-wolf-series-episode-165-revenge-of-the-fly/. Läst 14 december 2015.
26. ↑  "Master Splinter" (6 mars 2012). ”1993 Original Fred Wolf Series – Episode 166 (Atlantis Awakes)” (på engelska). Mutant Ooze. http://mutantooze.org/wiki/1993-original-fred-wolf-series-episode-166-atlantis-awakes/. Läst 14 december 2015.
27. ↑  "Master Splinter" (6 mars 2012). ”1993 Original Fred Wolf Series – Episode 167 (Dirk Savage: Mutant Hunter)” (på engelska). Mutant Ooze. http://mutantooze.org/wiki/1993-original-fred-wolf-series-episode-167-dirk-savage-mutant-hunter/. Läst 14 december 2015.
28. ↑  "Master Splinter" (6 mars 2012). ”1993 Original Fred Wolf Series – Episode 168 (Invasion of the Krangezoids)” (på engelska). Mutant Ooze. http://mutantooze.org/wiki/1993-original-fred-wolf-series-episode-168-invasion-of-the-krangazoids/. Läst 14 december 2015.
29. ↑  "Master Splinter" (6 mars 2012). ”1993 Original Fred Wolf Series – Episode 169 (Combat Land)” (på engelska). Mutant Ooze. http://mutantooze.org/wiki/1993-original-fred-wolf-series-episode-169-combat-land/. Läst 14 december 2015.
30. ↑  "Master Splinter" (6 mars 2012). ”1993 Original Fred Wolf Series – Episode 170 (Shredder Triumphant)” (på engelska). Mutant Ooze. http://mutantooze.org/wiki/1993-original-fred-wolf-series-episode-170-shredders-triumphant/. Läst 14 december 2015.